# Черри Мирейдж
Че́рри Ми́рейдж (англ. Cherry Mirage) настоящее имя Са́ра М. Ма́ртин (англ. Sarah M. Martin, род. 2 апреля 1975, Исландия) — американская порноактриса, лауреатка премии XRCO Award.

## Биография
Родилась в Исландии, так как отец был лётчиком ВВС США и семья постоянно путешествовала; по этой же причине много путешествовала в детстве.
Дебютировала в порноиндустрии в 1998 году, в возрасте около 23 лет. Вначале снималась под сценическим именем «Черри Мирейдж», но позже сменила его на Stryc-9, когда была нанята Extreme Associates. Когда Extreme Associates уволили её, то они также вызвали её в суд, утверждая, что владеют именем Stryc-9. Решив, что судиться — пустая трата времени и денег, актриса уступила и сменила имя обратно на Черри Мирейдж осенью 2000 года.
Снималась также для таких студий, как Elegant Angel, Legend Video, Metro, New Sensations, Sin City, Vivid Entertainment и других.
В 1999 году получила премию XRCO Award в номинации «лучшая групповая сцена» за роль в Asswoman In Wonderland совместно с Luciano, Iroc и Тиффани Майнкс.
Вышла замуж в конце 1990-х годов.
Весной 2002 года официально покинула индустрию для взрослых и переехала в Техас, чтобы вести спокойную жизнь.

## Награды и номинации
| Год  | Награда        | Категория              | Работа                 | Результат |
| ---- | -------------- | ---------------------- | ---------------------- | --------- |
| 1999 | XRCO Award     | Лучшая групповая сцена | Asswoman In Wonderland | Победа    |
| 1999 | F.O.X.E. Award | Vixen                  | н/д                    | Победа    |

## Избранная фильмография
- Lesbian Big Boob Bangeroo (2003)
- Boobs, Babes and Blowjobs (2006)
- Asswoman In Wonderland[9] (1998)